# Vörös vonalak az orosz-ukrán háborúban
A vörös vonalak kifejezést Ukrajna 2022-es orosz inváziója során gyakran használták. Ez egy burkolt fenyegetés, amely arra szolgál,  hogy figyelmeztesse az ellenfelet vagy megfigyelőt, hogy ne avatkozzon közbe, és ne hajtson végre olyan cselekedetet vagy viselkedést, amely "átlépné a vörös vonalat".
2021. április 21-én Vlagyimir Putyin orosz elnök beszédet mondott, amelyben többször figyelmeztette a Nyugatot azokra a vörös vonalakra, amelyeket Oroszország nem fog elfogadni. Ezeket a figyelmeztetéseket számos alkalommal megismételték Ukrajna 2022. február 24-i orosz inváziójának megindulásáig. Különösen kiemelték, hogy Ukrajna esetleges NATO-csatlakozása is "vörös vonalnak" számít. 2021 decemberében Joe Biden amerikai elnök és Putyin elnök telefonbeszélgetése során Putyin kijelentette, hogy Ukrajna NATO-tagsági kérelmét el kell utasítani annak fejében, hogy az orosz csapatok ne hajtsanak végre támadást. Jens Stoltenberg, a NATO főtitkára elutasította Oroszország azon követelését, vonják vissza a 2008-as ígéretüket, miszerint Ukrajna csatlakozhat a NATO-hoz. "A NATO Ukrajnával való kapcsolatáról a 30 NATO-szövetséges és Ukrajna dönt, senki más." 
Egyes szakértők szerint a háborúban részt vevő hadviselő felek nemzetközi hatalomkivetítésre való képtelenségét mutatja az átlépett "vörös vonalak" száma.

## Oroszország vörös vonalai
A "vörös vonalak" említése mindennapi használatban van az Ukrajna elleni konfliktus újbóli kirobbanása óta, hogy igazolják a háborút. 2022 februárjában Vlagyimir Putyin, az Orosz Föderáció elnöke kijelentette, hogy az Egyesült Államok és nyugati partnerei átlépték a "vörös vonalat" Ukrajna kapcsán. Ennek következményeként Oroszország kénytelen volt megindítani "különleges katonai műveletét" Ukrajna ellen, mivel Ukrajna fenyegetést jelentett az Orosz Föderáció létére nézve.
Az Orosz Föderáció számára a "vörös vonal" átlépését gyakran az orosz nemzeti érdekek megsértésével azonosítják. Ilyen cselekedetek közé tartozhatnak a szankciók bevezetése, orosz vagy kapcsolódó nemzetek alapjainak befagyasztása, illetve katonai eszközök adományozása az Oroszország által ellenségként érzékelt feleknek vagy másoknak.
Míg az Orosz Föderáció gyakran használja a „vörös vonal” kifejezést a nemzetközi politikában, ezzel egyidejűleg a hazai közönséget célzó narratívák formálására is alkalmazta.
2023 júniusában Putyin elnök kijelentette, hogy Oroszország továbbra is reagálni fog a vörös vonalak megsértésére. Putyin elnök következetesen kitart amellett, hogy a nukleáris fellépés veszélyét kizárólag az államot fenyegető egzisztenciális fenyegetés vörös vonalának átlépése esetén alkalmazzák.
2023-ban Oroszország 15 hivatalos "vörös vonal" nyilatkozatot tett, szemben a 2022-es 24-gyel.

## Vörös vonal figyelmeztetések használata
Oroszország gyakran használta a "vörös vonal" kifejezést, és mivel ezek közül néhányat következmények nélkül átléptek, egyesek úgy vélik, hogy Oroszország ezzel elértéktelenítette fenyegetései hatását, amelyek inkább blöffnek tűnnek.
Lehetséges, hogy Oroszországnak és a Kremlnek valóban létezik egy tényleges "vörös vonala," azonban nagyrészt nem világos, hogy pontosan mit foglal magában.
Oroszország egyes "vörös vonal" fenyegetései csupán blöffök lehetnek, amelyek célja az Ukrajnának szánt erőforrások szállításának lassítása, arra késztetve a Nyugatot, hogy mérlegelje lehetőségeit és késleltesse cselekvését.
Mások használhatók annak kimutatására, hogy eszkaláció történt, ha egy vonalat átléptek. A piros vonalak szinte mindig lágyak, változtathatóak és állíthatók, nem pedig változtathatatlan keményvonalas pozíciók.
Oroszország és Ukrajna is említette a "vörös vonalakat" a diplomáciában elfogadható békefeltételek kapcsán. Egy ilyen példa Oroszország diplomáciai "vörös vonalára", hogy megtarthassa a Krímet, míg egy ukrán "vörös vonal" szerint az összes orosz haderőnek el kell hagynia azokat a területeket, amelyek 1991. december 31-én Ukrajnához tartoztak. Ezek a vörös vonalak összeférhetetlennek tűnnek.

### Hallgatólagos szabályok
Az idő előrehaladtával a háborúban implicit szabályok alakultak ki, amelyek illeszkednek a jelenlegi műveletek és a vörös vonalak közé, és hatással vannak a szabály létrehozójára .
Példák az ilyen hallgatólagos szabályokra:
- A NATO megvédi a területét.[16]
- NATO-erők nem fognak Ukrajnában tevékenykedni orosz erők ellen [17]
- A NATO nem fog tevékenykedni Ukrajna légterében, hogy elkerülje a konfrontációt.[18]

A fent említett szabályok szerint Oroszország átlépné a "vörös vonalat," ha megtámadna egy NATO-országot, míg a NATO átlépné a saját maga által felállított "vörös vonalat," ha csapatokat küldene Ukrajnába. Ezek a szabályok a háború eszkalációjának korlátozására irányulnak; azonban ezek nem egyoldalúak, mivel más hallgatólagos szabályok is léteznek:
- Az USA és a NATO megosztja a hírszerzési információkat és a műholdképeket Ukrajnával.[19]
- A NATO-országok fegyvereket és lőszert fognak adni Ukrajnának.[20]
- Ukrajna nem használ NATO-fegyvereket Oroszország 2014 előtti határain belüli csapásra.[21]

## Azonosított vörös vonalak

### Orosz vörös vonalak
| Értesítés dátuma | Vörös vonal | Átlépés dátuma    | Következmények | Hivatkozás                  |
| ---------------- | --- | ----------------- | --- | --------------------------- |
| 2014             | Az ukrán behatolás az oroszok által megszállt Krímbe                                                                                                   | 2023.08.23        | | [ 22 ] [ 23 ]               |
| 2021. szeptember | Ukrajna nem csatlakozik a NATO-hoz | Még nem lépték át | | [ 23 ] [ 24 ] [ 25 ]        |
| 2021. szeptember | A NATO katonai infrastruktúráját nem telepítik Ukrajnába                                                                                               | Még nem lépték át | | [ 23 ] [ 24 ] [ 25 ]        |
| 2021. szeptember | Katonák nem léphetnek Ukrajnába | 2023.04.12        | | [ 25 ] [ 26 ] [ 27 ] [ 28 ] |
| 2021. december   | Nincs fegyverszállítás Ukrajnának | 2022. február     | Fenyegetések a NATO nyílt beavatkozása kapcsán. | [ 26 ] [ 29 ] [ 30 ]        |
| 2022.02.24       | Külső hatalmak „beavatkozása” Ukrajnában | 2022.02.24        | A gázellátás csökkentése a nyugat felé. | [ 23 ]                      |
| 2022. február    | A NATO-csapatokat és rakétákat vissza kell vonni Oroszország nyugati határáról                                                                         | 2022. február     | | [ 31 ]                      |
| 2022. február    | A NATO hagyja abba a keleti terjeszkedést, és térjen vissza az 1997-es pozíciójához                                                                    | 2022. február     | | [ 31 ]                      |
| 2022. március    | Repüléstilalmi zóna bevezetése tilos | Még nem lépték át | | [ 32 ]                      |
| 2022. március    | További nyugati fegyverek szállítása Ukrajnának tilos                                                                                                  | 2022. március     | A konvojok legitím célpontnak lesznek tekintve | [ 23 ] [ 33 ]               |
| 2022. március    | MiG-29 vadászgépek | 2022. március     | A szállított MiG-eket megsemmisítik | [ 11 ]                      |
| 2022. április    | Nincs közvetlen külföldi beavatkozás a háborúba | Még nem lépték át | | [ 23 ] [ 34 ]               |
| 2022. június     | Ne szállítsanak nagy hatótávolságú rakétákat Ukrajnának                                                                                                | 2022. június      | Az orosz rakéták új célpontokat találnak el | [ 23 ] [ 35 ]               |
| 2022. június     | Ne lőjenek ki nyugati gyártmányú rakétákat Oroszországba                                                                                               | 2023. december    | | [ 36 ] [ 37 ] [ 38 ]        |
| 2022. augusztus  | Ne szállítsanak régi szovjet tankokat Ukrajnának | 2022. augusztus   | | [ 39 ]                      |
| 2022. szeptember | Németország halálos fegyverek Ukrajnának történő szállítása átlép egy "vörös vonalat"                                                                  | 2022. szeptember  | | [ 40 ]                      |
| 2022. szeptember | Az orosz kudarcok a harctéren nukleáris holokauszthoz vezethetnek                                                                                      | 2022. szeptember  | | [ 9 ]                       |
| 2022. szeptember | Ne fenyegethessék Oroszország területi integritását (a 2014 előtti határai szerint).                                                                   | 2024.08.06        | A háború kezdete óta számos támadás és behatolás történt orosz területen, amelyek közül egyeseket Kijev vállalt magára, míg másokat belorusz és orosz partizánok hajtottak végre. Az ukrán fegyveres erők első nagy földi támadása 2024. augusztus 6-án kezdődött a Kurszki területen, ahol Ukrajna először szerzett és tartott meg orosz területet. | [ 9 ] [ 41 ] [ 42 ] [ 43 ]  |
| 2022. szeptember | Ne szállítsanak nagyobb hatótávolságú harctéri rakétákat (a HIMARS jelenlegi 80 kilométeres (50 mérföldes) hatótávolságánál)                           | 2023. május       | A vörös vonal visszavonva | [ 44 ] [ 45 ]               |
| 2022. november   | Ne szállítsanak Patriot rakétarendszereket | 2023. április     | | [ 46 ]                      |
| 2023. január     | Ne szállítsanak modern nyugati tankokat Ukrajnának | 2023. január      | Megjegyzések arról, hogy ez egy "rendkívül veszélyes" cselekedet. | [ 45 ] [ 47 ]               |
| 2023. május      | Ne szállítsanak F-16-os vadászgépeket | 2024. július      | Megjegyzések arról, hogy ez egy "óriási kockázat". | [ 48 ]                      |
| 2023. június     | Ne használjanak HIMARS vagy Storm Shadow rakétákat Oroszország területének megtámadására (a 2014 előtti határai szerint)                               | 2024. június      | | [ 8 ] [ 49 ] [ 50 ]         |
| 2023. szeptember | Ne használjanak amerikai ATACMS nagy hatótávolságú rakétákat Oroszország területének megtámadására                                                     | 2023. október     | Putyin októberben azt mondta, hogy az Egyesült Államok hosszú hatótávolságú Army Tactical Missile System (ATACMS) rakétáinak Ukrajnának történő szállítása "egy újabb hiba". | [ 51 ] [ 52 ] [ 53 ]        |
| 2024. október    | Ne engedélyezzék az Ukrán Fegyveres Erőknek (AFU), hogy nyugati nagy hatótávolságú rakétákat használjanak Oroszország mély területeinek megtámadására. | 2024. november    | | [ 54 ] [ 55 ]               |

      Jelenlegi vörös vonalak

### Nyugati vörös vonalak
| Értesítés dátuma | Piros vonal | Törött a dátum                                   | Következmények                                                                                      | Ref.                 |
| ---------------- | --- | ------------------------------------------------ | --------------------------------------------------------------------------------------------------- | -------------------- |
| 2021             | Oroszország nem támadja meg Ukrajnát | 2022. február                                    | Azonnali szankciók                                                                                  | [ 56 ]               |
| 2022. február    | NATO-tagország elleni fenyegetés | Többször Lengyelország és a balti országok ellen | | [ 57 ]               |
| 2022. február    | Egyetlen ország független jogáról sem lemondani a NATO-csatlakozási kérelem benyújtására                                                                              | Még nem lépték át                                | | [ 58 ]               |
| 2022. március    | Nincs vegyi fegyver | 2024. május 1                                    | | [ 59 ] [ 60 ] [ 61 ] |
| Nemzetközi jog   | Gyilkosság és gyermekrablás | 2022                                             | A Nemzetközi Büntetőbíróság elfogatóparancsot adott Vlagyimir Putyin és Maria Lvova-Belova ellen    | [ 62 ]               |
| NATO szabályok   | Beavatkozás NATO-országok polgári hajóiba a Fekete-tengeren Orosz hadihajók megállítanak és átvizsgálnak egy NATO-tagország (török) polgári hajót nemzetközi vizeken. | 2023. augusztus                                  | Romániából és Bulgáriából a NATO hadihajói járőröznek és söprik az ukrán gabonafolyosót az aknákért | [ 63 ]               |

## A vörös vonalak megsértésére használt taktika

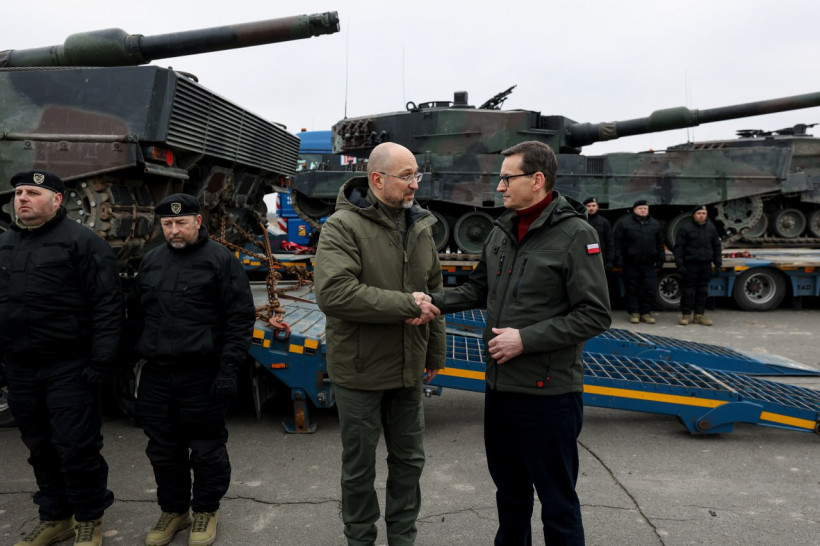
A Lengyelország által szállított első Leopard 2 harckocsik átadása Ukrajnának 2023 februárjában

A vörös vonalak különböző súlyossági szintekkel rendelkeznek. Néhány ezek közül blöff, mivel a konfliktusban részt vevő felek az elmúlt évtizedben számos olyan vörös vonalat átléptek, anélkül, hogy komoly következményekkel kellett volna szembenézniük. A hadviselők és a nem hadviselők egyaránt alkalmaztak különféle taktikákat a vörös vonalak politikájának ellensúlyozására. Az ilyen ellentétes intézkedések célja, hogy lehetővé tegyék a vörös vonalak átlépését jelentős következmények nélkül, vagy akár következmények nélkül. </link>
Zaj
A Nyugat gyakran alkalmazza a "zaj" taktikáját, mielőtt az orosz vörös vonal átlépéséről döntenek. Ezt a zajt gyakran egy több országot érintő nyilvános vita formájában alkalmazzák, gyakran több mint egy hónapig vagy akár tovább is. Ezek a viták gyakran magukban foglalják annak lehetőségét, hogy az első fegyvert harmadik országból vagy azon keresztül küldjék. Miután ez megtörtént, és néhány fegyver megérkezett, a piros vörös gyakorlatilag felhígult jelentős reakció nélkül. A megbeszéléseket övező zaj miatt egyetlen esemény sem tekinthető elég jelentősnek vagy fontosnak ahhoz, hogy a vörös vonal átlépésének pillanataként definiálható legyen.
A vörös vonal aláásása
Egy másik alkalmazott taktika a vörös vonalú fegyverhez hasonló dolgok szállítása, például modern harckocsik ellátása. Például amikor Franciaország beleegyezett abba, hogy több AMX-10 RC kerekes modern "tankot" szállít. Ezek a kerekes tankok nem éppen olyanok voltak, mint amire Ukrajna vágyott vagy szüksége volt. Ennek eredményeként minimális reakciót váltott ki az Orosz Föderáció részéről, miközben lehetővé tette, hogy tovább hígítsa a vitát arról, hogy az Orosz Föderáció a kerekes járműveket vagy a lánctalpas járműveket kifogásolta-e, nem pedig azt, hogy „modern nyugati” tankról van szó. Ezt követően Challenger 2 harckocsikat ígértek a modern Leopard 2 és M1 Abrams tankok mellé.
Hasonló, de nem olyan jó
Nagy hatótávolságú rakétákkal az Orosz Föderáció kifogásolta, hogy az Amerikai Egyesült Államok 300km hatótávolságú ATACMS-t szállítson, mivel Ukrajna a rakétákat oroszországi célpontok megtámadására használhatja. Erre válaszul az Egyesült Királyság 250km hatótávolságú „ Storm Shadow ” cirkálórakétáit szállította. Ezek a fegyverek lehetővé tették Ukrajnának, hogy csapást mérjen az orosz kézben lévő kelet-ukrajnai területekre, miközben elegendő hatótávolsággal rendelkezett ahhoz, hogy az Orosz Föderáció törvényes határain belül értékes célpontokat találjon el. Ez a kapacitás lehetővé teszi Ukrajnának, hogy megsemmisítse a megszállt Ukrajnában található parancsnoki és logisztikai központokat, amelyeket Oroszország korábban visszavont a HIMARS hatóköréből. Az Orosz Föderáció kemény vonalat képvisel a 300 km-es tartományban, a vörös vonal felhígult, és nem volt kézzelfogható reakció.
Csepegtetés
Egy nagy számú modern tank szállításáról hozott döntés valószínűleg azonnali reakciót váltana ki az Orosz Föderáció részéről; azonban, amikor egy ország úgy dönt, hogy négy tankot szállít, egy másik ország hét tankot szállít, és egy harmadik ország újabb négyet, akkor, ha így történik a segítségnyújtás, Oroszország látszólag képtelen arra, hogy bizonyítsa, hogy egy vörös vonal átlépésre került. A több ország áramló segítségnyújtása révén egyetlen ország sem vonja magára jelentős kedvezőtlen reakciót, miközben ténylegesen egy vörös vonal átlépéséről van szó.
Hívja a Blöfföt
A hadviselő feleknek kevés lehetőségük van arra, hogy érdemben megtoroljanak más feleket a vörös vonalak megsértése miatt anélkül, hogy jelentősen kiszélesítenék a háború hatókörét vagy nukleáris megoldáshoz folyamodnának.

## A vörös vonalak hatása
Az Oroszország által meghatározott vörös vonalak hatással voltak a NATO-tagállamok döntéseire Ukrajnával kapcsolatban. Például az Egyesült Királyság—azon kívül, hogy megtagadta a brit katonák részvételét—szinte minden felszerelést biztosított és végrehajtotta azokat a kiképzési missziókat, amelyeket képesek voltak elvégezni; azonban sok más ország habozást és aggályokat mutatott a vörös vonalakkal kapcsolatban, ami Ukrajnának nyújtott segítség hiányát vagy késlekedését eredményezte.
Az Oroszország által bevetett egyes vegyi fegyverek a nyugati vörös vonalak határait feszegetik, csakúgy, mint a civilekkel, különösen az ukrán gyerekekkel való bánásmód.

## A nem hadviselő államok vörös vonalai
Az orosz-ukrán háborúban aktív közvetlen hadviselő feleken kívül számos országnak vannak érdekeltségei. Ennek eredményeként az olyan külföldi felek, mint az Egyesült Királyság, az Egyesült Államok és a Kínai Népköztársaság kialakították saját úgynevezett vörös vonalukat.
Amikor a nemzetközi közösség a „vörös vonalak” átlépésére hivatkozik, az általában a nukleáris, vegyi vagy biológiai fegyverek használatára és más halálos fegyverek szállítására korlátozódik. Az alábbiakban az ilyen piros vonalak kis listája található.
- Az Egyesült Államok figyelmeztette a Kínai Népköztársaságot, hogy ne szállítson halálos fegyvereket Oroszországnak,[74] különben másodlagos szankciókkal kell szembenéznie.
- Oroszország figyelmeztette Dél-Koreát, hogy Ukrajna fegyverszállítása átlép egy piros vonalat,[75] mivel Oroszország erre válaszul fegyvert szállít Észak-Koreának.
- Az Európai Unió Európai Tanácsa hallgatólagosan vörös vonalat húzott, amikor Grúzia hatóságai elutasították azt az igazságügyi reformot és az Európai Unió hitelcsomagját, hogy csökkentsék az oroszbarát milliárdosok befolyását az országban azzal, hogy EU-tagjelölti státuszt kínáltak Ukrajnának és Moldovának (de nem Georgia) 2022 júniusában.[76]
- Iránt arra figyelmeztették, hogy az Oroszországba irányuló rakéták szállítása átlép egy vörös vonalat [77] ami másodlagos szankciókat von maga után.
- Kína közölte Oroszországgal, hogy átlép egy vörös vonalat azzal, hogy nukleáris fegyvereket használ Ukrajnában,[78] amivel Kína nem támogatja implicit módon Oroszországot a háborúban.

## Lásd még
- Az orosz-ukrán háború alatt Ukrajnának nyújtott katonai segélyek listája
- Az ukrajnai orosz invázió idővonala
- Kína utolsó figyelmeztetése, egy gúnyos kifejezés a "vörös vonalakra", amelyeknek nincs valódi következménye